# Chitony
Chitony, wielotarczowce, wielopłytkowce (Polyplacophora) – gromada morskich mięczaków obejmująca około 1000 gatunków. Wielkości od 3 mm do 43 cm (największy jest Cryptochiton stelleri). U chitonów zauważalna jest jeszcze pierwotna metameria, która zaniknęła w pozostałych gromadach mięczaków. Nazwa gromady wywodzi się od greckiego słowa chitōn, które oznacza tunikę i dało też początek nazwie chityna. Ciało ich jest owalne lub spłaszczone, dwubocznie symetryczne. Pancerz złożony jest z ośmiu nachodzących na siebie dachówkowato płytek aragonitowych (płytki te są szare lub brunatne, a pancerz posiada charakterystyczne rzeźbienia).

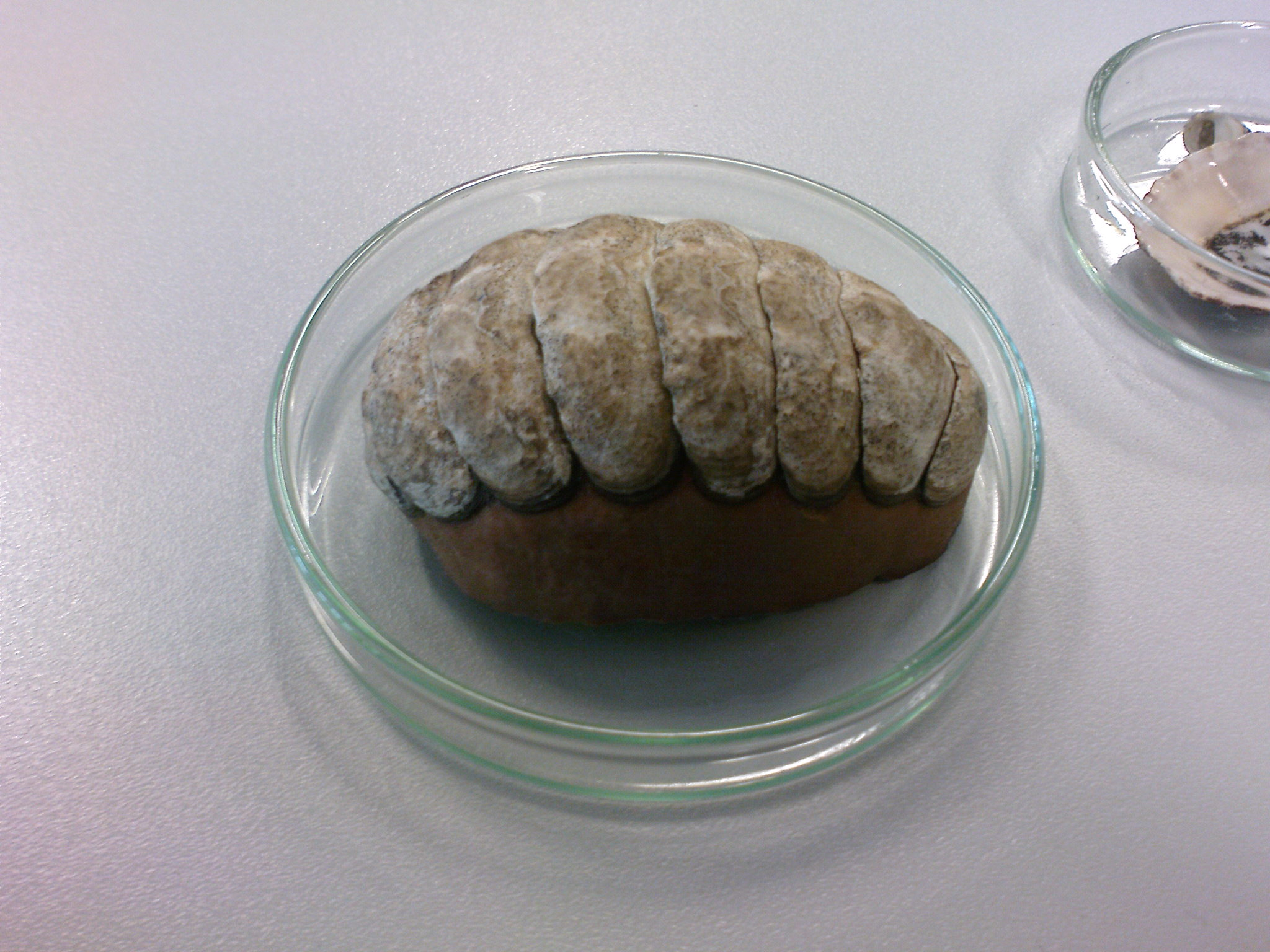
Pancerz chitona.

Sześć płytek ma kształt prostokątny, natomiast pierwsza i ósma płytka jest w zarysie kolista. Pancerz zbudowany jest z czterech warstw:
- cienka warstwa rogowa pochodzenia organicznego
- tegumentum – także pochodzenia organicznego
- podstawa – artikulamentum i jest ona zwapniała
- warstwa perłowa – hypostracum i jest również zwapniała.

Z przodu ciała występuje słabo wyodrębniony płat głowowy oddzielony od nogi poprzeczną bruzdą, a na środku znajduje się otwór gębowy. Zwierzęta te nie posiadają czułków i statocyst. Między fałdem płaszcza a nogą biegnie rynienka, która odpowiada jamie płaszcza i zlokalizowane są tu ktenidia. Z tyłu rynienki uchodzi otwór odbytowy, a po bokach są ujścia narządów wydalniczych i płciowych. Brak wora powłokowo-mięśniowego, lecz mają dobrze wyodrębnione mięśnie. Przeważnie chitony żyją na głębokościach do 4000 m i poza paroma wyjątkami są rozdzielnopłciowe. Osiągają rozmiary do 43 cm. Żywią się glonami (algofagi), które zeskrobują przy pomocy tarki. Aktywne o zmierzchu i nocą.

## Układ pokarmowy
Układ ten stanowi jama gębowa, która przechodzi w silnie umięśnioną gardziel, zaopatrzoną w tarki. Tutaj również uchodzą gruczoły ślinowe. Dalej za gardzielą znajduje się przełyk. Na granicy przełyku i gardzieli uchodzą silnie rozgałęzione gruczoły cukrowe (produkujące glikogenazę). Dalej znajduje się żołądek i do jego tylnej części uchodzą parzyste przewody gruczołu wątrobotrzustkowego.

## Układ wydalniczy
Układ ten składa się z dwóch cewkowatych przewodów w kształcie litery „V”. Przewody te mają początek w osierdziu i orzęsionymi lejkami uchodzą do rynienki płaszczowej.

## Układ krążenia
Serce znajduje się po grzbietowej stronie ciała pod 7. i 8. płytką. Jest ono otoczone osierdziem, zbudowane z komory i dwóch przedsionków. Z przodu ciała biegnie aorta, która uchodzi do zatoki głowowej. Z aorty odchodzą tętnice głowowe i biegną one do gonad i mięśni. Układ żylny stanowią głównie zatoki, a z nich krew płynie do ktenidiów, a po utlenieniu krew wędruje do serca. Krew jest bezbarwna, żółta albo zielona.

## Układ oddechowy
Stanowią go ktenidia znajdujące się w rynience, a ich liczba jest zmienna w zależności od gatunku, wielkości i wieku zwierzęcia. Ktenidia występują na całej długości rynienki. Ich powierzchnia, a także ścianki rynienki pokryte są nabłonkiem rzęskowym. Ruch rzęsek powoduje w rynience ruch wody od przodu ku tyłowi. Wraz z wodą są też usuwane produkty gruczołów wydalniczych i odchody.

## Układ rozrodczy
Są to zwierzęta rozdzielnopłciowe, z wyjątkiem jednego gatunku. Ich gonada jest workowata i nieparzysta. Gonada leży w środkowej linii strony grzbietowej. Gonada chitonów nie łączy się ani z osierdziem, ani z układem wydalniczym i ma dwa własne przewody uchodzące do rynienki skrzelowej. Zapłodnienie jest u chitonów zewnętrzne, nie posiadają narządu kopulacyjnego. Bruzdkowanie całkowite nierównomierne spiralne.

## Układ nerwowy
Nie posiadają zwojów, jednak obecna jest obrączka, której górny półpierścień funkcjonalnie odpowiada zwojom mózgowym, a dolny półpierścień funkcjonalnie odpowiada zwojom okołoprzełykowym. Mają jeszcze dwie pary podłużnych pni nerwowych odchodzących od obrączki.

## Ekologia
Chitony to zwierzęta wyłącznie morskie. Większość z nich występuje w płytkich wodach przybrzeżnych. Żyją też na brzegach skalistych albo na wielkich kamieniach, do których przyczepiają się nie tylko nogą, ale też dolną stroną fałdu płaszcza. Niektóre gatunki oderwane od podłoża natychmiast zwijają się w kulkę, opancerzoną płytkami skorupki.

## Systematyka
Rzędy:
- Acanthochitonida
- Ischnochitonida
- Lepidopleurida